# Amastus fallax
Amastus fallax är en fjärilsart som beskrevs av De Toulgoët 1981. Amastus fallax ingår i släktet Amastus och familjen björnspinnare. Inga underarter finns listade i Catalogue of Life.